# Incident du Honnō-ji
L'incident du Honnō-ji (本能寺の変, Honnō-ji no hen) désigne le suicide forcé du daimyo Oda Nobunaga aux mains du général samouraï Akechi Mitsuhide le 21 juin 1582. Cet événement se passe au Honnō-ji, un temple à Kyoto, et met fin aux efforts de Nobunaga pour consolider un pouvoir centralisé au Japon sous son autorité.

## Contexte
Oda Nobunaga est au faîte de son pouvoir, après la bataille de Temmokuzan où il a défait la famille Takeda plus tôt cette année-là. Il contrôle fermement le centre du Japon et ses uniques rivaux sont les clans Mōri, Uesugi et Go-Hōjō, chacun d'entre eux affaibli par des conflits internes. Après le décès de Mōri Motonari, son petit-fils, Mōri Terumoto ne cherche qu'à maintenir le statu quo, aidé par ses deux oncles, selon la volonté de Motonari. Hōjō Ujiyasu, stratège de renom et gestionnaire intérieur, décède également, laissant son fils moins charismatique Ujimasa à sa place. Finalement, la mort de Uesugi Kenshin, sans doute le plus redoutable général de la période Sengoku, laisse le clan Uesugi, par ailleurs également dévasté par un conflit interne entre ses deux fils adoptifs, plus faible qu'avant.
C'est à ce moment qu'Oda Nobunaga commence à envoyer ses généraux de manière agressive dans toutes les directions pour continuer son expansion militaire. Il ordonne à Hashiba Hideyoshi d'attaquer le clan Mori ; à Niwa Nagahide de se préparer à une invasion de Shikoku ; à Takigawa Kazumasu de surveiller le clan Hōjō des provinces de Kozuke et Shinano et à Shibata Katsuie d'envahir la province d'Echigo, le domaine historique du clan Uesugi.
Au même moment, Nobunaga invite également son allié Tokugawa Ieyasu pour visiter la région du Kansai en sa compagnie à l'occasion de la disparition du clan Takeda. À peu près à cette époque, Nobunaga reçoit une demande de renforts de Hashiba Hideyoshi, dont les forces sont bloquées au siège du château de Takamatsu. Nobunaga quitte alors Ieyasu, qui continue à visiter le reste du Kansai tandis que Nobunaga lui-même fait des préparatifs pour aider Hashiba en première ligne. Il ordonne à Akechi Mitsuhide d'aller aussi au secours de Hideyoshi et se rend au Honnō-ji, son lieu de repos habituel quand il s'arrête à Kyoto. Les seules personnes qu'il a autour de lui sont des fonctionnaires de la cour, des marchands, des artistes de classe supérieure et des dizaines de serviteurs.

## Traîtrise
À la réception de l'ordre, Mitsuhide retourne au château de Sakamoto et se dirige vers sa base dans la province de Tamba. Vers cette époque, il tient une séance de renga avec plusieurs éminents poètes, où il fait clairement part de son intention de se rebeller.
Mitsuhide voit une occasion d'agir, quand non seulement Nobunaga se repose au Honnō-ji et prépare une attaque, mais aussi quand tous les autres daimyos importants et l'essentiel de l'armée de Nobunaga sont occupés dans d'autres parties du pays.
Mitsuhide conduit son armée vers Kyoto, affirmant que Nobunaga veut montrer un défilé. Ce n'est pas la première fois que Nobunaga fait défiler à Kyoto ses troupes modernisées et bien équipées, aussi cette excuse n'est-elle pas mise en doute. Finalement, à l'approche du Honnō-ji, Mitsuhide annonce, « L'ennemi attend au Honnō-ji ! » (敵は本能寺にあり, Teki wa Honnō-ji ni ari!).
Avant l'aube, l'armée d'Akechi entoure le Honnō-ji comme pour un coup d'État. Nobunaga, ses serviteurs et ses gardes du corps résistent mais se rendent compte de l'inutilité du combat contre le nombre écrasant des troupes Akechi. Nobunaga se suicide ; ses dernières paroles seraient : « Ran, ne les laisse pas entrer » (s'adressant à son jeune page, Mori Ranmaru qui met le feu au temple comme Nobunaga le lui a demandé afin que personne ne soit en mesure de se saisir de sa tête. La loyauté et le dévouement de Mori Ranmaru font de lui une figure vénérée dans l'histoire du Japon. Les restes de Nobunaga sont introuvables, ce qui a souvent donné lieu à des spéculations de la part des écrivains et historiens.
La tradition veut qu'une partie de go, jouée entre Hon'inbō Sansa et un autre professionnel devant Nobunaga la veille de cette déroute, se soit conclue par un triple ko ; c'est depuis cet incident qu'un triple ko est considéré au Japon comme un présage de malheur.
Après s'être emparé du Honnō-ji, Mitsuhide attaque Nobutada, fils aîné et héritier de Nobunaga. Nobutada se suicide.
Après avoir tenté de persuader les vassaux d'Oda Nobunaga à proximité de le reconnaître comme le nouveau maître des territoires d'Oda, Akechi entre au château d'Azuchi et commence à envoyer des messages à la cour impériale afin de renforcer sa position et de forcer la cour aussi à le reconnaître.

## Analyse

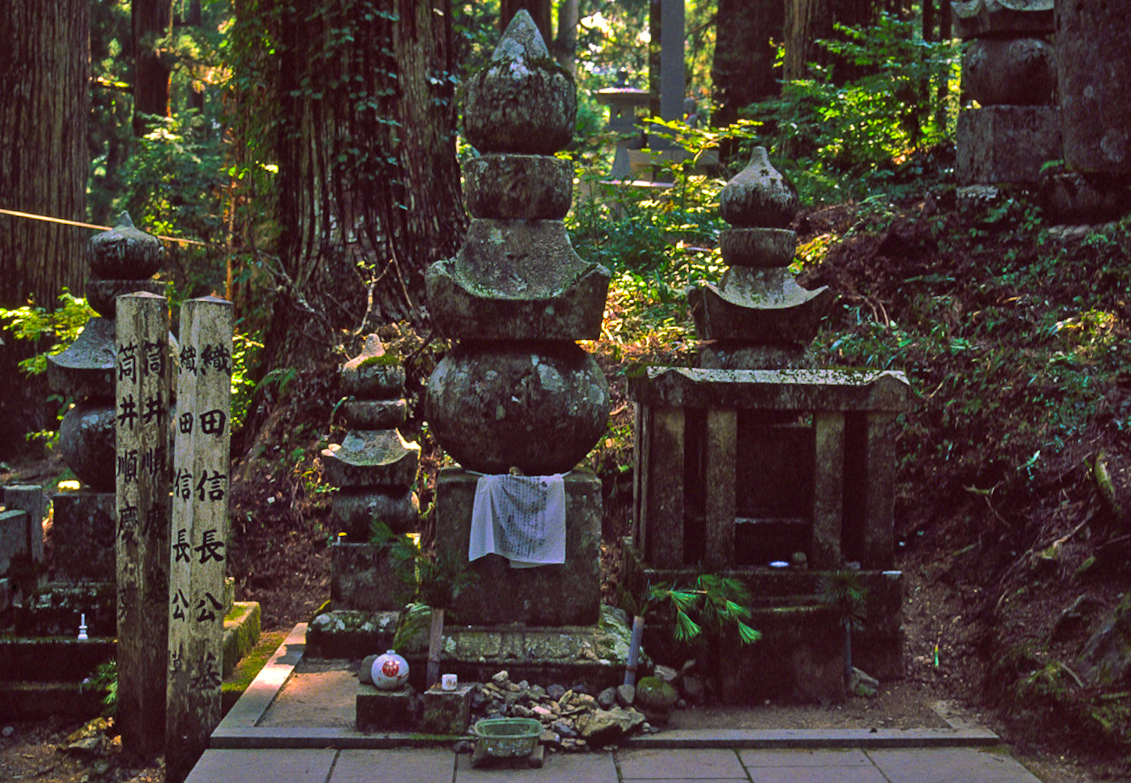
Tombe de Nobunaga au mont Kōya, dans la préfecture de Wakayama.

Les motivations d'Akechi Mitsuhide concernant cet assassinat sont un mystère à l'origine de controverses et de spéculations. Bien qu'il existe plusieurs théories, les plus communes soutiennent que Mitsuhide porte une rancune personnelle, agit par peur, ambitionne de dominer le Japon, agit simplement pour protéger la cour impériale dont l'autorité n'est pas respectée par Nobunaga ou essaye de se débarrasser des révolutionnaires iconoclastes. Beaucoup d'historiens pensent qu'il s'agit d'une combinaison de plusieurs raisons dont au moins une de celles supposées ci-dessus.
Lorsque Nobunaga invite Tokugawa Ieyasu au château d'Azuchi, Akechi est responsable de la restauration du groupe de Ieyasu. Par la suite, il est démis de ce poste pour une raison inconnue. Une histoire veut que Nobunaga le tance vertement devant les invités pour lui avoir servi du poisson pourri.
Une autre histoire dit que quand Nobunaga donne à Akechi l'ordre d'aider Hashiba Hideyoshi, il lui laisse en quelque sorte entendre qu'il perdrait ses territoires actuels et aurait à se battre pour une terre qui n'est pas encore sous le contrôle d'Oda. Comme celui-ci a déjà envoyé deux de ses importants vassaux, Sakuma Nobumori et Hayashi Hidesada, en exil pour mauvaise performance, Akechi peut penser qu'il pourrait subir le même sort. Akechi est déjà dans la cinquantaine et certains pensent qu'il a pu se sentir incertain de ce sombre avenir.
En outre, lorsqu'il envahit la province de Tamba, Akechi Mitsuhide envoie prétendument sa mère en otage au château hostile de Yagami afin de convaincre le clan Hatano de se rendre. Nobunaga, cependant, fait exécuter les frères Hatano, décision qui amène d'anciens obligés de Hatano à tuer la mère d'Akechi. Celui-ci se sent humilié et déprimé et décide finalement de tuer son maître. Cette histoire, cependant, ne commence à circuler qu'au cours de l'époque d'Edo, et son origine historique est douteuse.
Luís Fróis écrit que Mitsuhide aime à utiliser trahison et diversion comme instruments de sa stratégie. Il suggère également que les daimyos n'aiment pas Mitsuhide parce qu'il n'appartient pas aux clans fudai qui servent le clan de leur maître depuis longtemps. Beaucoup de livres rapportent que Nobunaga insulte et frappe, ou même force Mitsuhide à boire du saké lors d'une fête, alors qu'il n'est pas un grand buveur.
Quelle que soit la raison, avant qu'Akechi ne commence sa marche vers Kyoto, il tient une séance de renga avec plusieurs éminents poètes et l'un de ses vers dit :
Toki wa ima, ame ga shitashiru satsukikana.

(時は今 雨がした滴る皐月かな)
La traduction littérale en est : « Le temps est maintenant, le cinquième mois quand tombe la pluie. » Cependant, il y a plusieurs homonymes dans le vers, de sorte qu'il peut être pris comme un double sens. Un autre sens, sans changer les prononciations, serait : « 土岐は今 天が下治る 皐月かな ». Dans ce cas, le mot « toki », qui signifie « temps » dans la première version, semble identique au nom de famille ancestral des Akechi, Toki. La phrase entière peut être interprétée comme « Le [clan] Toki doit maintenant diriger le royaume sous le ciel. »

## Après l'incident
Après avoir rapidement fait la paix avec le clan Mori, Hideyoshi rentre de la région de Chūgoku dans les dix jours. Il absorbe rapidement les restes de l'armée de Nobunaga en chemin et rencontre Niwa Nagahide et Oda Nobutaka à Sakai. Au cours de sa marche vers Kyoto, il défait Mitsuhide à la bataille de Yamazaki, et Mitsuhide lui-même est tué en fuyant vers son château.
Avec l'aide de ses obligés et de son chef ninja Hattori Hanzō, Ieyasu en tournée dans le Sakai, fuit à travers plusieurs provinces et traverse les montagnes d'Iga, pour finalement atteindre la rive à Ise. Il retourne dans sa province de Mikawa par la mer, mais il lui faut si longtemps pour ce faire qu'au moment où il a consolidé sa position, Hideyoshi contrôle déjà fermement la plupart des territoires de Nobunaga.
Takigawa Kazumasu est soudainement confronté à l'assaut du clan Hōjō et perd la plupart de ses terres dans la région, défaite qui lui coûte son prestige précédemment acquis auprès du clan Oda.
Shibata Katsuie et ses forces dans le nord sont enlisés par une contre-attaque Uesugi dans la province d'Echizen et sont incapables d'agir pendant un certain temps. Il tombe à la bataille de Shizugatake contre Hideyoshi un an plus tard.
Le fait que personne d'autre n'a l'occasion, les ressources ou la capacité d'agir de manière décisive, assure à Hashiba Hideyoshi la suprématie et l'héritage spirituel de la postérité d'Oda Nobunaga.

## Dans la culture populaire

### Jeu vidéo
- Age of Empires II propose un scénario jouable débutant par la mort d'Oda Nobunaga et se poursuivant par la bataille de Yamazaki. Le joueur contrôle l'armée de Hideyoshi Toyotomi.